# Tătărăștii de Sus
Tătărăștii de Sus is een Roemeense gemeente in het district Teleorman.
Tătărăștii de Sus telt 3012 inwoners.